# Halosarpheia bentotensis
Halosarpheia bentotensis är en svampart som beskrevs av Jørg. Koch 1982. Halosarpheia bentotensis ingår i släktet Halosarpheia och familjen Halosphaeriaceae.   Inga underarter finns listade i Catalogue of Life.